# Taraxacum vastisectum
Taraxacum vastisectum — вид квіткових рослин з родини айстрових (Asteraceae). Вид зростає в Європі: Естонія, Бельгія, Чехія, Данія, Фінляндія, Франція, Німеччина, Велика Британія, Нідерланди, Норвегія, Польща, Швеція, Швейцарія; це багаторічна рослина помірних біомів.